# Леонардо да Винчи (линеен кораб, 1911)
Леонардо да Винчи (на италиански: Leonardo da Vinci) e италиански линеен кораб от типа „Конте ди Кавур“ участвал в Първата световна война. По време на войната, през 1916 г., той потъва след взрив на боеприпаси на борда, през 1919 г. е изваден, но по-късно е предаден за скрап, поради непригодност за последваща служба във флота. Кръстен е в чест на легендарния италиански художник и изобретател епохата на Възраждането.

## Описание

### Размери и скоростни характеристики
Дължината на линкора съставлява 168,9 м по водолинията и 176 м максимално. Ширината на кораба е 28 м, газенето съставлява 9,3 м. Водоизместимостта съставя от 23088 до 25086 т. Линкорът има двойно дъно, той е разделен на 23 отсека. Екипажът е точно хиляда души (31 офицера и 969 матроса). Главната енергетична установка е съставена от четири турбини Parsons, задвижващи четири винта. Парата за турбините се изработва от двадесет котела Blechynden: осем работят на мазут, дванадесет на въглища. „Леонардо да Винчи“, по проект, трябва да развива скорост от 22,5 възела при мощност на машините от 31 хиляди к.с., но на морските изпитания той сериозно изостава от изискванията. При усилване на мощността до 32800 к.с. скоростта не надминава 21,6 възела. На кораба има запас въглища от 1470 т и 860 т мазут, далечината на плаване съставлява 4800 морски мили при 10 възела и 1000 морски мили при 22 възела.

### Въоръжение
На „Леонардо да Винчи“ са поставени тринадесет 305-мм морски оръдия с дължина на ствола в 46 калибра, расположени в пет оръдейни кули: три строени и две сдвоени. От носа към кърмата тези кули са обозначени с буквите A, B, Q, X и Y. Вертикалният ъгъл на подем съставлява от -5 до +20°, боезапасът за всяка кула съставлява до 100 снаряда на ствол при норма от 70. Историческите източници не дават еднозначна оценка на качеството на стрелба на тези оръдия: според данните на историка Джорджо Джорджерини, 452-килограмовият бронебоен снаряд на 305-мм оръдие има начална скорост до 840 м/с и обладава далечина на полета от 24 км, а според данните на Норман Фридмън, снаряда обладава маса от 416,52 до 452,3 кг и има начална скорост от 861 м/с.
Универсалният калибър е представен от 18 120-мм оръдия с дължина на ствола 50 калибра, разположени в каземати по бордовете. Ъгълът на подема им съставява от -10 до +15°, а скорострелността е 6 изстрела в минута. Фугасният снаряд с маса 22,1 кг има начална скорост от 850 м/с и лети на далечина до 11 км (всичко има 3600 такива снаряда на борда на линкора). „Леонардо да Винчи“ обладава също противоминен калибър: 14 – 76-мм оръдия с дължина на ствола от 50 калибра, 13 от които се намират на покривите на кулите на ГК. Техните характеристики не се отличават от 120-мм оръдия, макар те да обладават скорострелност от 16 изстрела в минута. Един 6-кг снаряд има начална скорост до 815 м/с и прелита примерно 9,1 км. На линкора също има три торпедни апарата с калибър 450-мм: по един на борд и един кърмови.

### Броня
Линкорите от типа „Конте ди Кавур“ обладават мощна броня. По водолинията е разположен брониран пояс с височина 2,8 м, от които 1,6 м са под водолинията. Максималната му дебелина достига 250 мм в центъра на корпуса, а също до 130 мм на кърмата и 80 мм на носа. Подводната част от бронепояса има дебелина от 170 мм. Над главния бронепояс има броня с дебелина от 220 мм, която достига на височина 2,3 м до горната палуба. Още нагоре борда се прикрива с броня със 130 мм дебелина на протежение 138 м от носа до оръдейната кула X. Горната част на този бронепояс защитава казематите (дебелина от 110 мм). На линкора има две бронирани палуби: основната палуба е защитена с двуслойна броня от 24 мм, която близо към главния пояс достига дебелина от 40 мм (листовете са разположени като скосове на палубата); втората палуба е защищена от 30-мм броневи листа на два слоя. Предните и задните траверси съединява бронепояса с палубата.
Челната броня на кулите съставлява 280 мм, бордовата – 240 мм, кърмовата и горната – 85 мм. Барбетите имат дебелина на бронята от 230 мм над палубата на бака, 180 мм под горната палуба и 130 мм под втората бронепалуба. Носовата бойна рубка е защитена от листове с дебелина 280 мм, кърмовата – със 180 мм.

## История на службата
„Леонардо да Винчи“ е строен от компанията „Одеро“ (по-късно „Ото Мелара“) в корабостроителницата Сестри Поненте в Генуа. Заложен е на 18 юли 1910 г., спуснат на вода на 14 октомври 1911 г., достроен и зачислен на служба на 17 май 1914 г. Няма участия в бойни стълкновения, по-голямата част от времето си простоява на котва в пристанището на Таранто, главната военноморска база на Италия.
В нощта на 2 август към 3 август 1916 г. на кораба, намиращ се в Таранто, прогърмява взрив: случва се детонация на боеприпаси по време на тяхното разтоварване. „Леонардо да Винчи“ отива под водата на дълбочина 11 м в резултат на взрива, загиват 248 души (21 офицера и 227 матроса). Според официалната версия на италианските власти, корабът е потопен от австро-унгарски диверсанти, макар по-късно да се говори за това, че причината за катастрофата е техническа неизправност на кораба.
Кралския военноморски флот на Италия заявява, че корабът трябва незабавно да се извади от дъното на морето. Обаче за това е необходимо да се разтоварят от кораба боеприпасите и запасите гориво, а също така да се свалят оръдията, за да се намали масата на корпуса. Проблема се заключава в това, че най-големия сух док в Таранто има дълбочина едва 12,2 м при размери на „Леонардо да Винчи“ от 15,2 м. Това означава, че от кораба е нужно да се свалят и комините.
За подготовка на операцията по изваждането на съда италианците губят две години, и на 17 септември 1919 г., вече след войната, линкора е вдигнат от дъното. Към сухия док е изкопан канал, по който линкорът е отбуксиран. За устойчивост на кораба са построени допълнителни дървени скелета, които оставались там даже след като „Леонардо да Винчи“ е изпомпана цялата вода. Двете палуби са силно повредени, вследствие на което ремонта на съда започва именно с тях. За съхраняване на устойчивостта кораба е допълнително запълнен с баласт, с маса 410 т. След херметизиране корабът е изведен в дълбоки води, а в отсеците по десния борта е напомпана вода с маса 7600 т, и на 24 януари 1921 г. корабът е върнат в нормално положение.
Изначално е планирано възстановяване на кораба по изменен проект – без централната кула (за подобряване на устойчивостта) и с поставяне на шест 102-мм зенитни оръдия вместо прешните 76-милиметровки. Обаче в кралската хазна няма средства за ремонта, и на 22 март 1923 г. корабът е продаден за скрап.

## Коментари
1. ↑  Всички данни са проектни.